# Johann Gottlieb Prestel

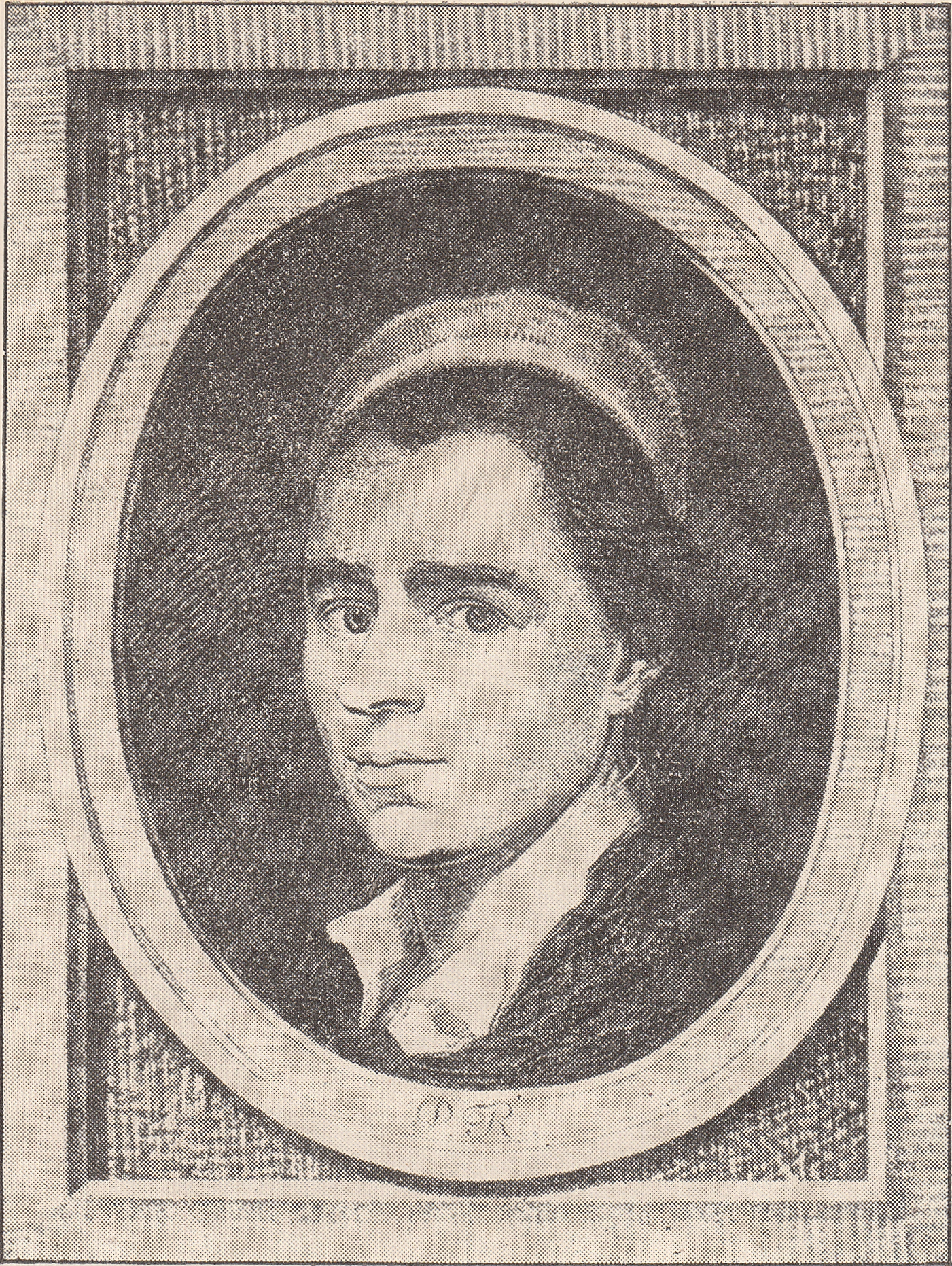
Selbstbildnis von Johann Gottlieb Prestel

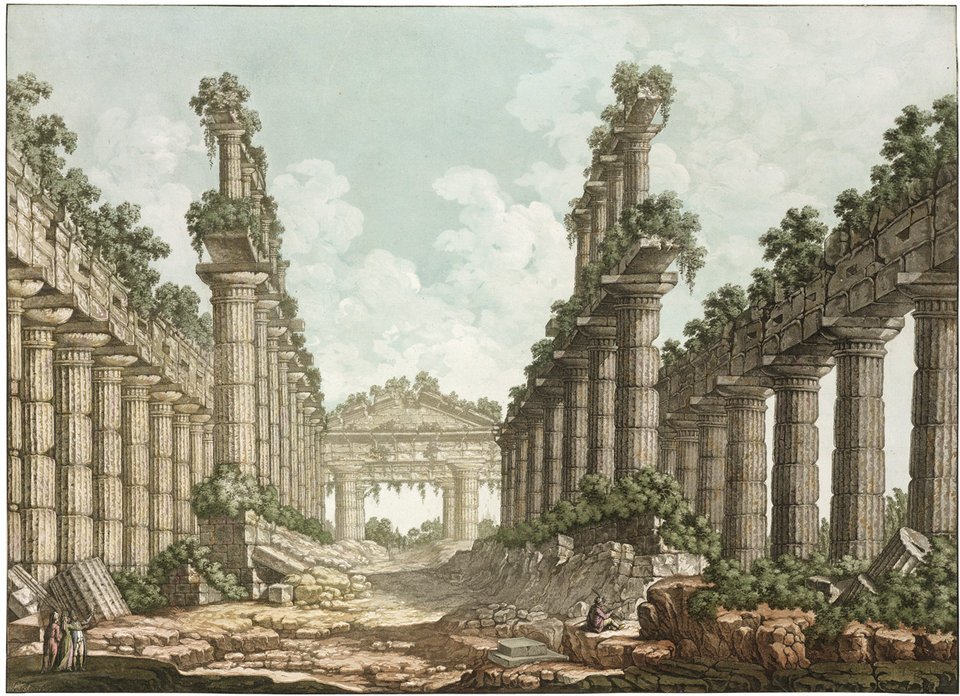
Ruinen des Poseidontempels in Paestum

Johann Gottlieb Prestel, auch Johann Amadeus Prestel (* 18. November 1739 in Grönenbach; † 5. Oktober 1808 in Frankfurt am Main) war ein deutscher Kupferstecher und Maler.
Nach nur sehr kurzer Schulbildung ging Prestel bei einem Schreiner in seiner Heimatstadt in die Lehre. Bereits während seiner Ausbildung zeichnete er sich durch seine künstlerischen Fähigkeiten aus. Als Geselle ging er auf die obligate „Walz“ und kam 1760 mit 21 Jahren nach Venedig.
Dort machte er die Bekanntschaft von Giuseppe Nogari, der ihn als Schüler annahm. Später wechselte Prestel mit Empfehlung Nogaris zu Jacques Wagner. In den Jahren 1767 bis 1770 lebte und wirkte Prestel in Rom. Dort studierte (und kopierte) er meistenteils die Meister der Antike; aber auch von den Werken Pompeo Batonis ließ er sich beeinflussen.
Im Frühjahr 1770 kehrte Prestel nach Deutschland zurück und ließ sich als freier Maler in Nürnberg nieder. 1775 nahm er das Angebot Johann Caspar Lavaters an und ging nach Zürich, um für diesen verschiedene Auftragsarbeiten, meistens Porträts, zu stechen.
Später kehrte Prestel nach Nürnberg zurück, wo er Handzeichnungen berühmter Meister als Kupferstiche und später auch farbig nachbildete. Weniger in seiner eigenen Kreativität als in diesen Nachbildungen liegt seine Stärke und Bedeutung.
Prestel war mit seiner aus Nürnberg stammenden Schülerin, der Grafikerin Maria Katharina Prestel, geb. Höll (* Nürnberg 1747; † London 1794) verheiratet, mit der zusammen er umfangreiche Mappenwerke mit Reproduktionen von Meisterzeichnungen schuf. Sie hatten vier Kinder, die ebenfalls in ihre Fußstapfen traten, darunter Ursula Magdalena, verh. Reinheimer, und Michael Gottlieb.
1793 ging Prestel nach Frankfurt am Main und starb dort im Alter von nahezu 69 Jahren am 5. Oktober 1808.

## Werke (Auswahl)
- Schmidtsche Kabinett (30 Blätter, 1779)
- Praunsche Kabinett (48 Blätter, 1780)
- Kleine Kabinett (36 Blätter, 1782)